# Bisdom Spokane
Het bisdom Spokane (Latijn: Dioecesis Spokanensis) is een rooms-katholiek bisdom met als zetel Spokane, in de Amerikaanse staat Washington. Het bisdom is suffragaan aan het aartsbisdom Seattle. 

## Geschiedenis
Het bisdom werd opgericht op 17 december 1913, uit delen van het bisdom Seattle, en was suffragaan aan het aartsbisdom Oregon City. Op 23 juni 1951 verloor het gebied bij de oprichting van het bisdom Yakima, en het veranderde van kerkprovincie en werd suffragaan aan het nieuw verheven aartsbisdom Seattle. 

## Parochies
Het bisdom had in 2022 een oppervlakte van 63.081 km2 en telde 922.093 inwoners waarvan 17,0% rooms-katholiek was.

## Bisschoppen
- Augustine Francis Schinner (18 maart 1914 - 17 december 1925)
- Charles Daniel White (20 december 1926 - 25 september 1955)
- Bernard Joseph Topel (25 september 1955 - 11 april 1978; coadjutor sinds 9 augustus 1955)
- Lawrence Harold Welsh (6 november 1978 - 17 april 1990)
- William Stephen Skylstad (17 april 1990 - 30 juni 2010)
- Blase Joseph Cupich (30 juni 2010 - 20 september 2014; kardinaal in 2016)
- Thomas Anthony Daly (12 maart 2015 - heden)

## Galerij van afbeeldingen

Wapen van het bisdom
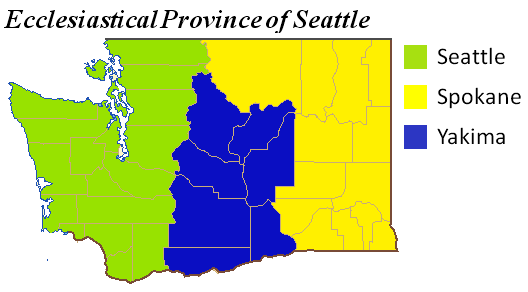
Kerkprovincie met aartsbisdom en suffragane bisdommen
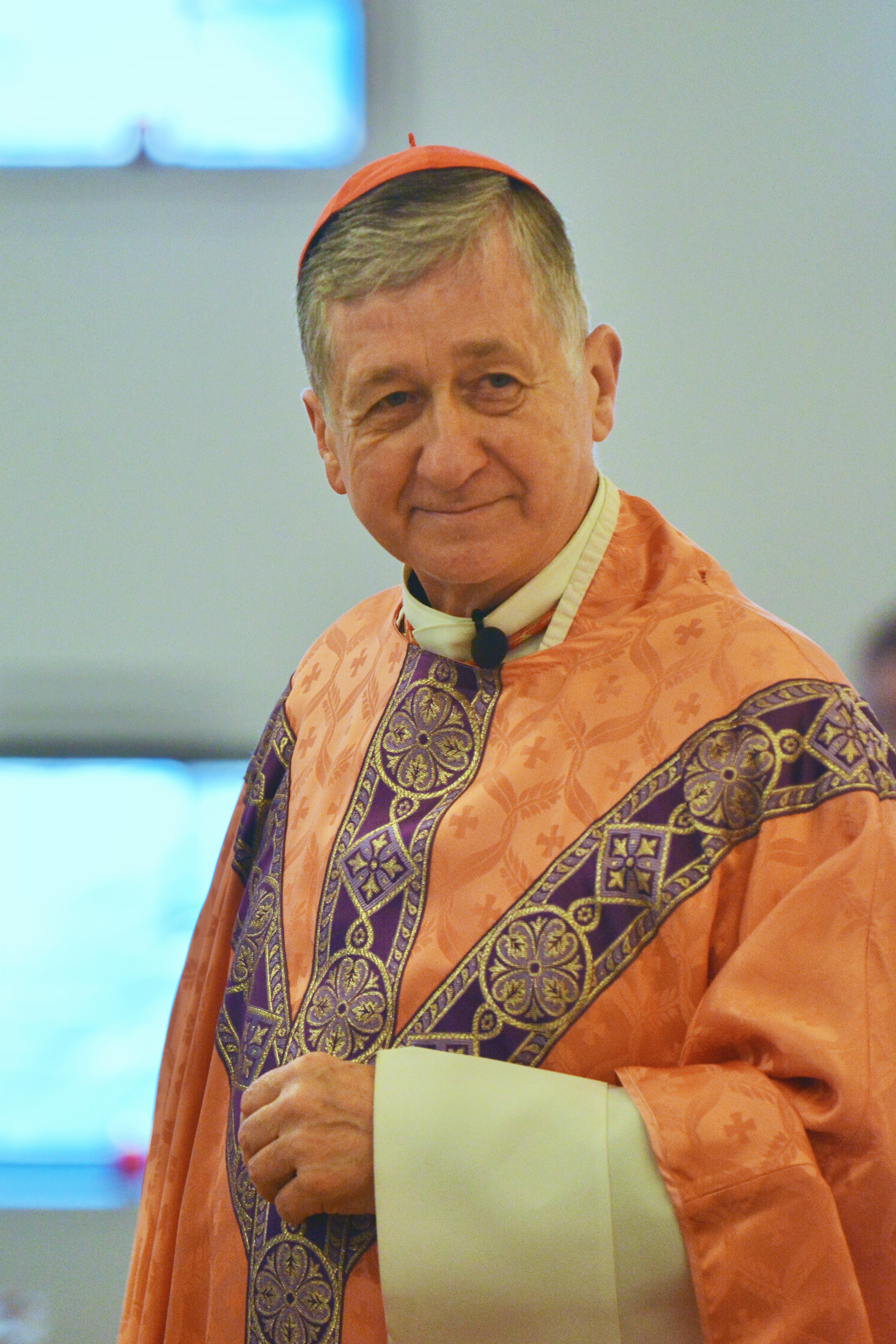
Bisschop Blase Joseph Cupich (2010-2014), kardinaal in 2016

Seattle (aartsbisdom) · Spokane · Yakima